# Partició (heràldica)
En heràldica, s'anomena partició la divisió regular en diverses zones geomètriques d'un camper, d'una càrrega o d'un element d'una partició precedent. Les zones definides es troben en un mateix pla, ja que es consideren situades l'una al costat de l'altra, a diferència de les càrregues, que sempre estan sobreposades damunt el camper o una altra càrrega, o damunt una partició.
N'hi ha de diverses menes: les particions iguals (o regulars, o principals), les particions desiguals (o irregulars) i les particions extraordinàries.
La partició en què hi intervé més d'una línia se sol anomenar repartició.

## Particions iguals, o regulars, o principals

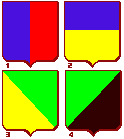
Les quatre particions bàsiques:
1) partit, 2) truncat,
3) trinxat i 4) tallat

L'escut es pot dividir en moltes parts iguals, seguint línies rectes. Les quatre particions bàsiques que divideixen l'espai per la meitat són:
- el partit, mitjançant una línia vertical;
- el truncat, mitjançant una línia horitzontal;
- el trinxat, mitjançant una línia diagonal que va des de l'angle destre del cap fins al sinistre de la punta;
- el tallat, mitjançant una línia diagonal que va des de l'angle sinistre del cap fins al destre de la punta.

### Reparticions
A part de les esmentades, que s'aconsegueixen mitjançant una sola línia, n'hi ha moltes d'altres que resulten de la combinació d'aquestes particions bàsiques i divideixen el camper en més de dues parts. En aquest cas es parla de reparticions. Per exemple: 
- el tercejat, amb l'espai dividit en tres parts per línies horitzontals, verticals o diagonals, i llavors tenim el tercejat en faixa, el tercejat en pal, el tercejat en banda i el tercejat en barra; el tercejat en perla està format per la unió de les línies del semitrinxat, el semitallat i el semipartit; el cas contrari (és a dir, un semipartit, un semitallat i un semitrinxat) és un tercejat en perla revessada;

Escut tercejat en faixa de sinople, or i gules
Escut tercejat en pal d'or, sinople i argent
Escut tercejat en banda de gules, argent i sable
Escut tercejat en barra de sable, argent i atzur
Escut tercejat en perla de gules, or i argent
Escut tercejat en perla revessada de gules, argent i sable

- el quarterejat, amb l'espai dividit en quatre (o més) parts iguals mitjançant les línies del partit i el truncat, o bé del tallat i el trinxat; cadascuna de les parts s'anomena quarter, i si només consta de quatre quarters se sol anomenar quarterat; quan en són més, cal especificar-los: «quarterejat de 6 quarters», per exemple
- el quarterat (o quarterat en creu), amb l'espai dividit en quatre parts iguals (o quarters) mitjançant les línies del partit i el truncat;
- el quarterat en sautor, amb l'espai dividit en quatre parts iguals mitjançant les línies del tallat i el trinxat;
- el quarterat en escaire, quan la divisió pren la forma d'una creu gammada i cada quarter recorda la forma d'un escaire;

Escut quarterejat de 6 quarters (o truncat i partit de 2) amb escussó sobre el tot
Escut de Joana de Navarra, quarterejat de 8 quarters (o truncat i partit de 3)
Escut de Barcelona, quarterat en creu
Escut de Vic, quarterat en sautor

- el gironat, una combinació del quarterat en creu amb el quarterat en sautor; afegint-hi altres línies divisòries s'obtenen el gironat de deu, el gironat de dotze, etc.; si es desplacen en un cert angle les línies de partició s'obté el gironat en creu (o a l'antiga); si hi falta alguna de les quatre línies de partició, llavors parlem d'un malgironat.
- l'equipol·lat, amb l'espai dividit en nou parts iguals mitjançant dues línies verticals i dues d'horitzontals, amb cinc quarters (o punts) d'un esmalt i quatre d'un altre;
- l'escacat, amb l'espai dividit en dotze parts iguals (si n'hi ha més cal expressar-ho) mitjançant dues línies verticals i tres d'horitzontals, amb els quarters (o punts) alternats d'un esmalt i un altre;
- el losanjat, com l'escacat però amb l'espai dividit tan sols per les dues línies diagonals;

Escut gironat d'argent i de gules
Escut equipol·lat d'or i d'atzur
Escut de Croàcia, escacat de 25 punts de gules i d'argent
Escut losanjat d'or i d'atzur

- el capat, que parteix l'escut mitjançant dues diagonals que, sortint del mig del cap, acaben als angles de la punta;
- el calçat, com l'anterior però a l'inrevés: les diagonals surten dels angles del cap i es troben al mig de punta de l'escut;
- l'abraçat, com el capat però amb les diagonals que surten del mig del flanc destre fins als angles del flanc sinistre (abraçat a destra) o a l'inrevés, del sinistre cap al destre (abraçat a sinistra).
- el gaiat, format per dues línies que, sortint dels angles del cap (gaiat al cap) o dels angles de la punta (gaiat a la punta), es troben al cor de l'escut.

Escut de gules capat d'or
Escut d'argent calçat d'atzur
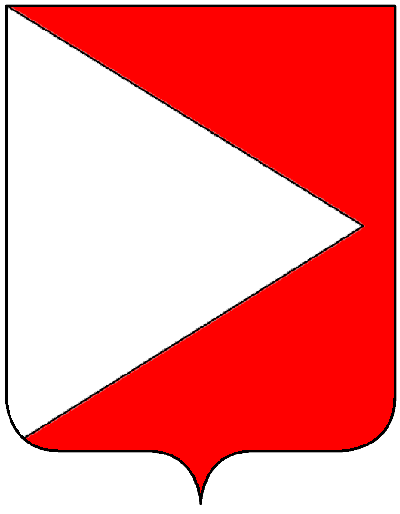
Escut de gules abraçat a sinistra d'argent
Escut de sinople gaiat a la punta d'argent

### Reparticions per repetició
Aquestes particions, anomenades també reparticions convinents, resulten de la multiplicació o repetició de les particions ordinàries. Consten sempre de cinc línies de partició, que donen com a resultat sis peces (si en són més cal especificar-ho). Són:
- el faixat, que resulta de la repetició del truncat; si passen de vuit llavors s'anomena cintat;
- el palat, que resulta de la repetició del partit; si passen de vuit llavors s'anomena verguetat;
- el bandat, que resulta de la repetició del trinxat; si passen de vuit llavors s'anomena cotissat;
- el barrat, que resulta de la repetició del tallat; si passen de vuit llavors s'anomena llistat;
- el xebronat, que divideix l'escut en un nombre parell de divisions iguals que tenen la forma del xebró; si passen de vuit llavors s'anomena xebronetat.

Escut del comtat d'Empúries, faixat d'or i de gules
Escut palat d'argent i d'atzur
Escut bandat d'atzur i d'argent
Escut xebronat d'or i de gules

### Reparticions mitjançant particions i semiparticions
Són nombroses les divisions del camper obtingudes per una partició i una semipartició, i llavors en resulten parts desiguals. N'hi ha nombroses variants, com ara el partit i semitruncat, el semitruncat i partit, el truncat i semipartit o el semipartit i truncat, exemplificades amb diversos escuts de poblacions dels Països Catalans.

Escut de l'Ametlla del Vallès partit i semitruncat
Escut de Sot de Xera semitruncat i partit
Escut de Calella truncat i semipartit
Escut de Rupià semipartit i truncat

## Particions desiguals, o irregulars
Quan la partició no resulta igual, tenim:
- el dextrat, amb el camper dividit per una línia paral·lela al seu costat destre (el costat esquerre, segons qui el mira) i situada a un terç de la seva amplària;
- el sinistrat, amb el camper dividit per una línia paral·lela al seu costat sinistre (el costat dret, segons qui el mira) i situada a un terç de la seva amplària.

Escut de gules dextrat d'or
Escut d'argent sinistrat de gules

## Particions extraordinàries
Parlem d'una partició extraordinària quan està formada per una línia que no és recta i és difícil de blasonar (com, per exemple, un «semitruncat, semipartit cap a la punta i semitruncat»).

Escut semitruncat, semipartit cap a la punta i semitruncat
Escut semitruncat, semitrinxat cap al cap i semitruncat

## Modificacions de les particions
Les particions, igual que les peces i els mobles, poden estar modificades en el perfil de la línia divisòria, i així tenim, entre d'altres:
- el dentat, quan la línia és traçada en forma de dents d'angles aguts; si en són menys de cinc cal indicar-ne el nombre i dir si són senceres o meitats; si són petites i nombroses, s'anomena dentelat;
- l'engrelat, quan la línia divisòria és formada per petits semicercles units amb les puntes cap enfora de la primera partició; si els semicercles són amb les puntes cap endins, s'anomena acanalat;
- l'entat, quan la línia divisòria és torçada en forma de clavilles;

Escut truncat dentat
Escut truncat engrelat
Escut truncat acanalat
Escut truncat entat

- el merletat, quan la línia divisòria és traçada en forma de merlets;
- l'ondat, quan la línia divisòria és traçada en forma d'ondes;
- el potençat, quan la línia divisòria és torçada en forma de potences, o figures en forma de T;
- el viperat, quan la línia és traçada en forma de dents d'angles quadrats.

Escut truncat merletat
Escut truncat ondat
Escut truncat potençat
Escut truncat viperat